# Формула кино/Синема парк
«Формула кино»/«Синема парк» — российская сеть кинотеатров, образованная в 2017 году путём объединения сетей «Формула кино» и «Синема парк» и ставшая крупнейшей в России. По состоянию на май 2022 года владеет 76 кинотеатрами на 585 залов.

## История

### Формула кино
Сеть «Формула кино» была основана в 1998 году в Москве. К 2000 году владельцы арендовали у города 11 кинотеатров и назвали сеть «Империя кино». В 2001 году они объединили сеть с сетью «Каро». В 2004 году выручка объединённой сети превысила $50 млн. В 2005 году объединение с «Каро» распалось из-за конфликта между партнёрами. К концу 2010 года «Формула кино» открыла кинотеатры в московских ТРЦ «Европейский» и «Афимолл» и петербургском ТРЦ «Галерея».
В декабре 2011 года 56 % акций «Формулы кино» были приобретены А1, инвестиционным подразделением «Альфа-групп» примерно за €30 млн. По мнению одного из продавших долю партнёров, сделка была осуществлена с большой скидкой, на что он пошёл из-за продолжавшегося конфликта. Сеть была объединена с основанной в 2001 году и купленной А1 в 2006 году за $20-25 млн санкт-петербургской сетью «Кронверк», владевшей 16 кинотеатрами.

### Синема парк
Сеть «Синема парк» была создана с нуля в 2002 году компанией «Интеррос» Владимира Потанина. Издание «Ведомости» со ссылкой на источник, близкий к «Интерросу», пишет, что Потанин инвестировал в «Синема парк» только на первом этапе, а также в 2011 году, когда «Синема парк» купил у Пола Хета и его партнёров сеть Kinostar Deluxe, на что Потанин предоставил 4,7 млрд руб (около $170 млн).
До 2013 года «Синема парк» входил в медиахолдинг «Профмедиа», потом он был выведен из состава, но оставался под управлением. По данным бывшего топ-менеджера «Профмедиа», выручка «Синема парка» в 2013 году составила 8,5 млрд руб, рентабельность сети по EBITDA — 23 %, долговая нагрузка — меньше 2 EBITDA. В 2014 году «Синема парк» была крупнейшей сетью кинотеатров в России с 30 кинотеатрами на 281 зал, а второе место занимала «Формула кино» с 34 кинотеатрами на 249 залов.
В 2014 году Потанин продал «Синема парк» Саиду Керимову, 19-летнему сыну депутата Совета Федерации Сулеймана Керимова, студенту МГИМО. Издание «Ведомости» со ссылкой на человека, близкого к Сулейману Керимову, пишет, что за сеть кинотеатров Саид Керимов заплатил из своих средств. Официально сумма сделки не разглашалась: по источникам, близким к Потанину, она составила около $400 млн, по источникам, близким к Керимову, — не более $200 млн.

### Объединённая сеть
По состоянию на февраль 2017 года «Синема парк» владела 39 кинотеатров с 348 залами, «Формула кино» — 35 кинотеатров с 263 залами. Около 75 % акций «Формулы кино» принадлежали А1, инвестиционному подразделению «Альфа-групп», остальные принадлежали Владимиру Захарову, одному из основателей сети.
В марте 2017 года Александр Мамут приобрёл сеть «Синема парк» у Керимова, а через месяц он приобрёл сеть «Формула кино» у Михаила Фридмана и его партнёров. На тот момент Мамуту уже принадлежал кинотеатр «Пионер» на Кутузовском проспекте в Москве, а также под его управлением находился кинотеатр «Художественный», взятый в аренду у московских властей сроком на 20 лет.
По данным бывшего партнёра Мамута, на покупку он потратил около $250 млн. В результате сделки объединённая сеть стала владеть 14 % российских кинозалов, что более чем в два раза превышает число залов у занимавшей на тот момент второе место сети «Премьер-зал».
В сентябре 2017 года «Рамблер. Касса», входящая в Rambler&Co Мамута, ввела 10%-ную наценку на онлайн-продажу билетов. В середине сентября сеть объявила об отмене проката фильма «Матильда» под давлением директоров кинотеатров, получавших письма с угрозами, но в середине октября вернула фильм в прокат, заявив, что проблемы с безопасностью были решены.
В сентябре 2022 года Мамут покинул пост председателя совета директоров компании.